# Mozdonyenciklopédia
A Mozdonyenciklopédia (eredeti címén The World Encyclopedia of Locomotives) egy vasúti könyv. Az eredeti 2002-ben, a magyar változat 2004-ben jelent meg.
A könyv bemutatja a vasút fejlődését a kezdetektől napjainkig. A világ mozdonyainak legteljesebb kézikönyve, nagyméretű képekkel. A könyv három korszakra bontva tárgyalja a mozdonyok fejlődését, minden típusnál pontos és hiteles adatokat és egyéb jellemzőket adva meg.
Az első, korai korszakot, A vasút születése című fejezet tárgyalja a kezdetektől 1900-ig. Bemutatja a klasszikus brit mozdonyokat és a korai észak-amerikai, európai szerkezeteket. Az Aranykor című fejezet az 1900-1950 közötti időszakot, azt az öt évtizedet mutatja be, amikor a távolsági közlekedés főként síneken zajlott. A harmadik rész 1950-től 2002-ig ismerteti a vasút változásait, a gőzvontatástól a több száz km/óra sebességre képes modern szerelvényekig.
A könyv magyar a vonatkozások között érdekességként mutatja be a budapesti fogaskerekűt és a 61-es villamost. Az Európai vonatok megőrzése című részben a Hűvösvölgyben közlekedő gyermekvasutat, a fővonali villanymozdonyok soraiban a V43-ast, a tolatómozdonyok között pedig a V46-ost említi.
A Miskolci Egyetem I. évfolyamos nappali tagozatú BSc-s logisztikai mérnök szakos hallgatóinak a Járműelemek című tárgyhoz a könyvet ajánlott irodalomként írta elő.
A könyv megjelent az eredeti angol mellett cseh, holland és francia nyelven is. Az angol nyelvű változat megtalálható a Szlovén Nemzeti Könyvtárban, a Maribori Egyetem könyvtárában, a Sächsische Landesbibliothekben Drezdában, A Brandenburgi Műszaki Egyetem könyvtárában, a Stuttgarti Egyetemi Könyvtárban, valamint az SBB Historic Bibliothekben a svájci Bruggban.

## Tartalomjegyzék
- A vasút születése
- Az aranykor 1900–1950
- 1950-től napjainkig
- Szakkifejezések
- Mutató

## Magyarul
- Colin Garratt: Mozdonyenciklopédia. A világ legendás mozdonyainak legteljesebb kézikönyve; ford. Huszti Gergely, Móritz Péter; Athenaeum 2000, Bp., 2004